# لاسلو فولتان
لاسلو فولتان (مجاری: Foltán László؛ زادهٔ ۲۵ مهٔ ۱۹۵۳) قایقران کانو اهل مجارستان بود.